# Todd Birr
Todd Birr (Mankato) es un deportista estadounidense que compitió en curling. Ganó una medalla de bronce en el Campeonato Mundial de Curling Masculino de 2007.

## Palmarés internacional
| Campeonato Mundial | Campeonato Mundial | Campeonato Mundial | Campeonato Mundial |
| Año                | Lugar              | Medalla            | Prueba             |
| ------------------ | ------------------ | ------------------ | ------------------ |
| 2007               | Edmonton (Canadá)  | Medalla de bronce  | Equipo             |